# FOX (頻道)
FOX頻道是福斯娛樂集團旗下福斯廣播公司的頻道，也是福斯傳媒集團的旗下的國際綜合頻道。

## 其他國家版本

### 保加利亞與巴爾幹半島
- FOX (保加利亞)（英语：Fox (Bulgaria)）
- FOX (巴爾幹半島)（英语：FOX (Balkans)）

### 芬蘭
- FOX (芬蘭)（英语：Fox (Finland)）

### 德國
- FOX (德國)（英语：Fox Channel (Germany)）

### 希臘
- FOX (希臘)（英语：Fox (Greece)）

### 印度
- FOX (印度)（英语：Fox (India)）

### 拉丁美洲
- FOX (拉丁美洲)（英语：Fox Latin America）

### 中東
- FOX (中東)（英语：Fox (Middle East)）

### 波蘭
- FOX (波蘭)（英语：Fox (Poland)）

### 葡萄牙
- FOX (葡萄牙)（英语：Fox (Portugal)）

### 西班牙
- FOX (西班牙)（英语：Fox (Spain)）

### 英國與愛爾蘭
- FOX (英國與愛爾蘭)（英语：Fox (UK and Ireland)）

### 義大利
- FOX (義大利)（英语：Fox (Italy)）

### 荷蘭
- FOX (荷蘭)（英语：Fox NL）

### 土耳其
- FOX (土耳其)（英语：Fox (Turkey)）

## 外部連結
- 官方网站 - FOX台灣頻道